# Q正弦函数

QSIN FUNCTION

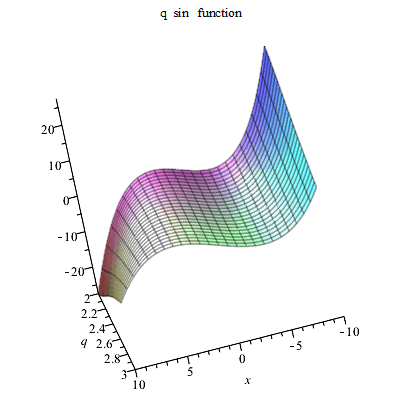
qsin function 3D

q正弦函数是正弦函数的q模拟
{\displaystyle sin_{q}(x)=\sum _{n=0}^{\infty }{\frac {(1-q)^{2n+1}(-1)^{n}*x^{2n+1}}{(q;q)_{2n+1}}}}
其中的符号{\displaystyle :(q;q)_{2n+1}}是Q阶乘幂